# Tomaševac
Tomaševac (cyr. Томашевац) – wieś w Serbii, w Wojwodinie, w okręgu środkowobanackim, w mieście Zrenjanin. W 2011 roku liczyła 1510 mieszkańców.